# وزارة الشؤون الداخلية (أذربيجان)
وزارة الشؤون الداخلية لجمهورية أذربيجان (بالأذرية: Azərbaycan Respublikası Daxili İşlər Nazirliyi) - هي السلطة التنفيذية المركزية التي تمارس السلطات التي تحددها قوانين جمهورية أذربيجان في مجال النظام العام والأمن العام ومنع الجرائم والكشف عنها.
وزير الداخلية لجمهورية أذربيجان هو فلايات إيفاسوف.

## تاريخها
أنشئت وزارة الشؤون الداخلية داخل الحكومة الوطنية لجمهورية أذربيجان الديمقراطية، التي أعلنت استقلالها في 28 مايو 1918.خلال فترة 1918-1920، لعبت الوزارة وفرعها دورا هاما في تشكيل الدولة الأذربيجانية، وحماية المصالح الوطنية، وفي طليعة حماية الاستقلال.بعد انهيار الجمهورية الديمقراطية الأذربيجانية في 27 أبريل 1920 ، كانت في الأساس هيئة تحمل الطبقة وفقا للهيكل الاشتراكي لوزارة الشؤون الداخلية لجمهورية أذربيجان الاشتراكية السوفياتية، والتي كانت تابعة لوزارة الاتحاد للشؤون الداخلية خلال الاتحاد السوفياتي.
في المعارك بين 1941 و1945 ، حارب حوالي 800 ضابط من الشرطة الأذربيجانية الفاشية وحصلوا على أوامر وميداليات عالية، مظاهرين البطولة والشجاعة.وبعد الصراع الأرمني الأذربيجاني - ناغورنو - كاراباخ، قُتل موظفو الشؤون الداخلية والقوات الداخلية في المعارك من أجل استقلال أذربيجان وسلامة أراضيها، وقُتل 932 شخصاً وأصيب 681 منهم بعاهات.في المعارك من أجل السيادة والسلامة الإقليمية لجمهورية أذربيجان، قتل 460 ضابط شرطة، وقتل 511 جنديا من القوات الداخلية، وحصل 67 موظفا من هيئات الشؤون الداخلية على لقب «البطل الوطني»، و 86 موظف حصلوا على وسام «علم أذربيجان» و 247 موظفا والميداليات منحت.بعد اعتماد القانون الدستوري المتعلق باستقلال الدولة لجمهورية أذربيجان في 18 أكتوبر 1991 ، كانت وزارة الشؤون الداخلية لجمهورية أذربيجان تابعة لوزارة الشؤون الداخلية لاتحاد الجمهوريات الاشتراكية السوفياتية السابق وكانت تعمل كواحدة من صلاحيات وزارة الشؤون الداخلية لجمهورية أذربيجان.تمت الموافقة على النظام الأساسي والهيكلية لوزارة الداخلية بموجب المرسوم الصادر عن رئيس جمهورية أذربيجان في 30 يونيو 2001.

## جزء إرشادي
يرأس الوزارة وزير الشؤون الداخلية لجمهورية أذربيجان.يعين رئيس جمهورية أذربيجان وزير الشؤون الداخلية لجمهورية أذربيجان.ينظم وزير الشؤون الداخلية لجمهورية أذربيجان أعمال الوزارة ويدير أنشطة هيئات الشؤون الداخلية والقوات الداخلية على أساس مبدأ التماسك.لدى وزارة الشؤون الداخلية لجمهورية أذربيجان هيئة استشارية تتألف من كبار المسؤولين في الوزارة - المجلس.رئيس المجلس هو وزير الداخلية ونوابه هم نواب الوزراء لمناصبهم.
- ويوافق رئيس جمهورية أذربيجان على أعضاء آخرين في المجلس بناء على عرض الوزير للواجبات الأخرى للوزارة.
- النائب الأول لوزير الشؤون الداخلية لجمهورية أذربيجان - الفريق أولافازوف فيلايات سليمان أوغلو
- نائب وزير الشؤون الداخلية لجمهورية أذربيجان - الليفتنانت جنرال زالوف أوروج إبراهيم أوغلو
- نائب وزير الداخلية الأذربيجاني - اللفتنانت جنرال علييف عصمت رشيد أوغلو
- نائب وزير الشؤون الداخلية لجمهورية أذربيجان - رئيس قسم التفتيش الرئيسي بالمكتب، الفريق غولييف فاضل بالهاسان
- الميجور جنرال اليكبيروف فاضل ناريمان، وزير الشؤون الداخلية لجمهورية ناخشيفان ذات الحكم الذاتي
- رئيس قسم التحقيقات الجنائية في جمهورية أذربيجان - رئيس الشرطة الرائد داشداماروف أرزو عارف أوغلو
- رئيس إدارة مكافحة المخدرات الرئيسية التابعة لوزارة الشؤون الداخلية لجمهورية أذربيجان - رئيس الشرطة أسلانوف هزي عارف أوغلو
- رئيس مكتب شرطة باكو الرئيسي، اللواء سيدوف ميركافار ميرزافار أوغلو

## بناء
لضمان تنفيذ المهام المسندة إلى وزارة الشؤون الداخلية لجمهورية أذربيجان، يتضمن هيكل الوزارة الذي وافق عليه رئيس جمهورية أذربيجان مجالات الخدمة التالية:
- الأمانة (الرئيس التنفيذي)تنظيم العمل في إعداد الأطر القانونية - القانونية لنظام الشؤون الداخلية، تعميم تطبيق تشريعات جمهورية أذربيجان، الرقابة على نظام الانضباط والسرية على الاستقبال، تسجيل نداءات المواطنين من المواطنين والمنظمات بشأن نشاط هيئات الشؤون الداخلية، استقبال المواطنين، الأعمال الكتابية، والعمل مع النص المشفر، وقطر واستنساخ الأعمال المعيارية، هو وحدة بنيوية مستقلة.
- قسم التفتيش على المكتب الرئيسي مهام تنظيمية ومراقبة في نظام وزارة الشؤون الداخلية لجمهورية أذربيجان - تحليل شامل لحالة الاجرام القائمة في البلد، وحل مهام إنفاذ القانون والجوانب الرئيسية للنشاط التشغيلي والخدمي، وتلخيص النتائج، وتنسيق أنشطة هيئات الشؤون الداخلية، وهيئات الشؤون الداخلية لهذه الأغراض ومعقدة ومفتش وهلم جرا. هي وحدة هيكلية مستقلة تمارس الإشراف على إجراء عمليات التفتيش، وانضباط الموظفين، والسلطة العليا، والأفعال القانونية المعيارية لوزارة الشؤون الداخلية.
- خدمة إدارة الأجزاء واجب (معتمد) السيطرة الفعالة على الظروف التشغيلية في الجمهورية، والإدارة التنفيذية للقوى والوسائل التابعة لوزارة الداخلية وقسم هيكلي مستقل يقوم بإدارة عملية لأجهزة الشؤون الداخلية.
- رئيس قسم التحقيقات الجنائية تم إنشاء خدمة الشرطة البحثية في أوائل القرن العشرين على أساس إدارة الشرطة، والتي كانت مسؤولة عن التحقيق في الجرائم، وتحديد واكتشاف المجرمين في أراضي أذربيجان، والكشف عن العناصر الإجرامية.
- قسم التحقيق والتحقيق العام إجراء التحقيقات والتحقيقات الأولية في القضايا المتعلقة بسلطات هيئات الشؤون الداخلية، وإعداد الموارد التنظيمية والمنهجية في هذا المجال، وبدء الإجراءات الجنائية في قضية جنائية، وأسباب الجريمة وحالتها، والتحقيق الشامل والكامل والموضوعي في جميع القضايا، هي وحدة بنيوية مستقلة سيتم فتحها قريباً، مسؤولة عن تحديد جميع المشاركين فيها وتقديمهم للمساءلة.
- رئيس قسم الجريمة المنظمة بموجب المرسوم رقم 83 لرئيس جمهورية أذربيجان «بشأن تعديلات على هيكل وزارة الشؤون الداخلية لجمهورية أذربيجان» تم في 30 يونيو 2004 تعيين مكتب مكافحة الجريمة المنظمة كرئيس تنفيذي.
- المكتب الرئيسي لمكافحة المخدرات وهي وحدة بنيوية مستقلة تقوم بتنظيم وتنسيق أنشطة الهيئات الإقليمية ذات الصلة وسلطات الشرطة الإقليمية والشرطة على أساس تحليل الوضع الإجرامي في مجال الإدارة ونشاط البحث التشغيلي في مجال مكافحة الاتجار غير المشروع بالمخدرات والمؤثرات العقلية والسلائف.
- مكتب الأمن الداخلي بموجب مرسوم رئيس جمهورية أذربيجان المؤرخ 30 يونيو 2004، من الضروري تنفيذ الرقابة على أنشطة هيئات الشؤون الداخلية، بما في ذلك دراسة ومراقبة الوضع الأمني الداخلي في الهيئات والإدارات، والمشاركة في الأنشطة التي تتنافى مع الخدمة ومنع الأحداث السلبية الأخرى، أنشئت وزارة العدل لضمان اتخاذ التدابير المناسبة لتحديد وكشف الموظفين الذين أنشأوا جرائم الفساد ويخضعون لها.
- قسم التحقيقات الجنائية هي وحدة هيكلية مستقلة تقوم بإجراء تحقيقات جنائية بالطريقة وفي الحالات المنصوص عليها في قوانين جمهورية أذربيجان، وممارسة الحقوق المتعلقة بنشاط البحث الجنائي.
- رئيس قسم العمليات والمعلومات الاحصائية في أذربيجان في العشرينات من القرن العشرين من أجل تنفيذ تسجيل الجريمة، الشعبة الإحصائية المركزية التابعة للمكتب السياسي للدولة، في وقت لاحق (30-40)، التقسيم الخاص للعملية، وأرشفة العمل في أذربيجان العامة الجمهورية السوفياتية العامة، وفي عام 1972 تم إنشاء مركز معلومات معتمد في وزارة الشؤون الداخلية في اتحاد الجمهوريات الاشتراكية السوفياتية.
- رئيس إدارة الأمن العام تنفيذ التدابير الوقائية في مجال منع الجرائم وقمعها وحمايتها ومرافقتها، وحماية البعثات الدبلوماسية، وتدابير الحجر الصحي، وسلامة صادرات أنابيب النفط والغاز، وتحديد الاتجاهات الرئيسية لأنشطة هيئات الشؤون الداخلية في سبيل الأمن العام والأمن العام، وكذلك الأنشطة الوقائية بين القاصرين، وكذلك أنشطة نظام التصريح هي وحدة هيكلية مستقلة تقوم بالنقل العسكري والخاص ضمن اختصاص الوزارة.
- مقر القوات الداخلية حماية مصالح الأفراد والمجتمع والدولة، وحماية الحقوق الدستورية وحريات المواطنين من التجاوزات الجنائية، وحماية المنشآت الحكومية الهامة، ومرافق الاتصالات، وحماية النظام العام، وضمان الأمن العام أثناء المناسبات العامة، ومنع الاضطرابات الجماعية، فضلاً عن واجبات أخرى هي واحدة من أهم الأجزاء الهيكلية للنظام الموحد لوزارة الشؤون الداخلية لجمهورية أذربيجان، والتي توفر تنظيم القوات الداخلية والسيطرة المباشرة للقوات.
- رئيس قسم الشرطة في النقل مرافق السكك الحديدية والنقل الجوي والمياه والجريمة وغيرها من الجرائم، فضلا عن حوض بحر قزوين، والأنهار في البلاد والبحيرات والخزانات المائية الأخرى ضد الجرائم البيئية ضد حماية النظام العام وتشريعات الضمان الاجتماعي وفقا للنشاط التشغيلي في البحث عن تقسيم هيكلي مستقل.
- رئيس مكتب شرطة المرور الدولة.مرافق السكك الحديدية والنقل الجوي والمياه والجريمة وغيرها من الجرائم، فضلا عن حوض بحر قزوين، والأنهار في البلاد والبحيرات والخزانات المائية الأخرى ضد الجرائم البيئية ضد حماية النظام العام وتشريعات الضمان الاجتماعي وفقا للنشاط التشغيلي في البحث عن تقسيم هيكلي مستقل.
- مقر مكافحة الاتجار بالبشر مرافق السكك الحديدية والنقل الجوي والمياه والجريمة وغيرها من الجرائم، فضلا عن حوض بحر قزوين، والأنهار في البلاد والبحيرات والخزانات المائية الأخرى ضد الجرائم البيئية ضد حماية النظام العام وتشريعات الضمان الاجتماعي وفقا للنشاط التشغيلي في البحث عن تقسيم هيكلي مستقل.
- كبير ضباط الأمن وهي عبارة عن تقسيمات هيكلية مستقلة، يتم الاحتفاظ بها من خلال صناديق تعاقدية لخدمات الأمن، والتي تشكل ملكية وأمن الملكية بموجب العقد.يشمل هيكل المديرية العامة مكتب المفتش التنظيمي، إدارة الخدمات، إدارة الصيانة التقنية، إدارة شؤون الموظفين، إدارة التخطيط المالي، الإدارة الفنية والتقنية، إدارة حماية المكتب الإداري، خدمة إدارة الأجزاء المعتادة، الأمانة العامة، يشمل الحرس المركزي المحوسب، المجمع الرياضي.
- رئيس الجوازات، إدارة التسجيل والهجرة عمل سلطات الشؤون الداخلية هو تسجيل الإقامة ومكان إقامة المواطنين الأذربيجانيين والأجانب والأشخاص عديمي الجنسية، وبطاقات الهوية والتسجيل الخاصة بهم، وكذلك جواز السفر الوطني للمواطنين الأذربيجانيين، والقبول في جنسية جمهورية أذربيجان، واستعادة الجنسية والمواطنة. هي وحدة هيكلية مستقلة تنظم مسائل الهجرة في نطاق اختصاص وزارة العدل، التي تضطلع بأنشطة متعلقة بإنهاء الخدمة.
- المكتب المركزي الوطني للإنتربول (كبير الموظفين التنفيذيين) هو تقسيم هيكلي مستقل لوكالات إنفاذ القانون في الجمهورية والدول الأعضاء في الإنتربول لتبادل المعلومات في مكافحة الجريمة.
- رئيس قسم شؤون الموظفين إنشاء الموظفين اللازمين، بما في ذلك الاختيار، والخدمة، والنشر، وتعيين الرتب الخاصة للموظفين، والتدريب المهني، والخدمة، والفصل، وتسجيل الموظفين، وكذلك القيادة المنهجية والوظائف الإشرافية لهيئات الشؤون الداخلية في هذا المجال.
- قسم التحقيقات الداخلية هيكل داخلي لهيئات الشؤون الداخلية التي تتحكم في احترام الحقوق الإنسانية والمدنية للعاملين في سياق إنفاذ القانون والواجبات الرسمية، والمشاركة في الأنشطة التي تتعارض مع الخدمة، وانتهاك القانون، وشكاوى الموظفين ضد الأعمال غير القانونية، القسم.
- قسم شؤون الموظفين إن التعليم الأخلاقي والنفسي للعاملين في هيئات الشؤون الداخلية هو وحدة بنيوية مستقلة تعزز الأفكار الإنسانية والقوانين والمعايير القانونية والأخلاقية واحترام حقوق الإنسان والحماية الاجتماعية والقانونية للموظفين.
- مكتب التعاون الدولي وهي هيئة مستقلة تنظم التفاعل مع المنظمات الدولية ذات الصلة، ووكالات إنفاذ القانون في البلدان الأجنبية، وتنسيق أداء الوزارة للالتزامات بموجب الاتفاقيات التي انضمت إليها أذربيجان ، ودراسة الخبرة الدولية في مكافحة الجريمة.
- قسم الاتصالات العامة وهي عبارة عن تقسيم هيكلي مستقل لتطوير وتحسين أنظمة الاتصالات ووسائل الاتصال في هيئات الشؤون الداخلية ، وتدابير لضمان أمن المعلومات ، وكذلك استخدام الوسائل الإلكترونية الراديوية والمراقبة الراديوية والإذاعية على الشبكات الراديوية.
- الخدمة الصحفية (معتمد) وهي عبارة عن تقسيم هيكلي مستقل لتطوير وتحسين أنظمة الاتصالات ووسائل الاتصال في هيئات الشؤون الداخلية ، وتدابير لضمان أمن المعلومات ، وكذلك استخدام الوسائل الإلكترونية الراديوية والمراقبة الراديوية والإذاعية على الشبكات الراديوية.
- قسم التخطيط المالي وهي عبارة عن تقسيم هيكلي مستقل للوزارة ، وهيئاتها ومنظماتها ، ومؤشرات الميزانية والمؤشرات خارج الميزانية ، وتحديد الرواتب والمدفوعات ، والمحاسبة ، والمحاسبة ، والإبلاغ ، والتفتيش ، والتقاعد.
- المديرية العامة للأمن الفني والتقني وهو عبارة عن تقسيم هيكلي مستقل لوكالات الشؤون الداخلية يوفر معدات وأدوات خاصة وأسلحة وذخيرة وغيرها من الموارد المادية والتقنية.
- الجمعية الرياضية (معتمد) وهي وحدة هيكلية مستقلة تقوم بتنفيذ أنشطة شاملة وقائية وعلاجية وصحية وأنشطة أخرى لحماية موظفي هيئات الشؤون الداخلية وموظفي نظام الوزارة والمتقاعدين وأفراد أسرهم.
- قسم التعبئة والدفاع المدني هي وحدة هيكلية مستقلة تقوم بتنفيذ التدابير المناسبة لتحسين التدريب البدني للموظفين والعسكريين في هيئات الشؤون الداخلية والقوات الداخلية للجمهورية وزيادة كثافة الرياضة.[4]

## التعاون الدولي
كدولة مستقلة ، تواصل جمهورية أذربيجان صياغة وتنفيذ سياسات الأمن القومي الرامية إلى الحفاظ على التهديدات والقضاء عليها في البيئة الأمنية الحالية ، وكذلك ضمان المصالح الوطنية للبلد من خلال أدوات السياسة الداخلية والخارجية.واستنادا إلى مبادئ القيم العالمية ، بما في ذلك مبادئ السلام والديمقراطية والاستقرار والتعاون الإقليمي ، بدأت وزارة الشؤون الداخلية لجمهورية أذربيجان في إقامة تعاون دولي مع وكالات إنفاذ القانون في البلدان الأجنبية بعد انهيار النظام السوفياتي السابق.دد من القوانين المعيارية والوثائق المفاهيمية التي تحدد الأسس القانونية لأنشطتها بهدف تحسين أداء وزارة الشؤون الداخلية بما يتماشى مع القواعد والمعايير الدولية في إطار الإصلاحات القانونية الاجتماعية والاقتصادية والديمقراطية واسعة النطاق المنفذة في ألمانيا وإنجلترا وفرنسا وأسبانيا ودول أوروبية أخرى بمشاركة الأخصائيين.منذ عام 1992، بصفته عضوا في منظمة الشرطة الجنائية الدولية الأذربيجانية (الإنتربول)، وضع الأساس للتعاون مع وكالات إنفاذ القانون الأجنبية.علاقات مكثفة مع وكالات متخصصة مثل الأمم المتحدة ، ومجلس أوروبا ، والوكالات المتخصصة في مجال إنفاذ القانون ، فضلا عن التطور الديناميكي لاقتصاد البلاد ، ومركزها الاجتماعي ، وتدفق المستثمرين الأجانب إلى أذربيجان. من هذا المنظور ، من الضروري إقامة علاقات قانونية ثنائية ومتعددة الأطراف مع السلطات المعنية في هذه الدول.على مدى السنوات الثمانية عشر الماضية ، وقعت وزارة الشؤون الداخلية على 48 اتفاقية ثنائية و 27 اتفاقية متعددة الأطراف بين الحكومات ومعاهدات دولية مع المذكرات والبروتوكولات مع الوكالات ذات الصلة في حوالي 40 بلداً.إن موضوع هذه الصكوك القانونية الدولية هو تبادل المعلومات والخبرات المستندة إلى أنواع مختلفة من الجريمة عبر الوطنية ، والاتجار غير المشروع بالمخدرات ، والمؤثرات العقلية ، والأسلحة ، والإرهاب ، والاتجار بالبشر ، والهجرة غير المشروعة ، والتهريب وغيرها من الجرائم ، وأنشطة البحث التشغيلي المشترك ، تدريب الشرطة وقضايا التعليم.

## مقر مكافحة الاتجار بالبشر
وفقا للمادة 8 من اتفاقية حقوق الإنسان المؤرخة 28 حزيران / يونيه 2005، خطة العمل الوطنية لمكافحة الاتجار بالأشخاص ، والتنفيذ الفعال للمهام المحددة في خطة العمل الوطنية بشأن الاتجار بالبشر ، وضمان سلامة ضحايا الاتجار بالبشر ، والمساعدة المهنية لهم ، وأنشئ مكتب مكافحة الاتجار بالبشر التابع لوزارة الشؤون الداخلية من أجل الجمع بين مركز واحد وحمايته ، ومكافحة الاتجار في الاتجار بالبشر من قبل ضباط شرطة مدربين تدريبا خاصا والشرطة المجهزة بالمعدات الضرورية.كما ينفذ مكتب وزارة الداخلية لمكافحة الاتجار بالبشر ، إلى جانب تحديد وحماية ضحايا الاتجار بالبشر ، عمليات بحثية وملاحقة جنائية في إطار جرائم الاتجار بالبشر.كما ينفذ مكتب وزارة الداخلية لمكافحة الاتجار بالبشر ، إلى جانب تحديد وحماية ضحايا الاتجار بالبشر ، عمليات بحثية وملاحقة جنائية في إطار جرائم الاتجار بالبشر.

### أهداف مكافحة الاتجار بالبشر
حماية الشخصية والمجتمع من أي شكل من أشكال الاتجار بالبشر؛ كشف ومنع الاتجار بالبشر ، وكذلك القضاء على العواقب.أسباب الاتجار بالبشر ، وتحديد الاتجار بالبشر والقضاء عليه؛ الحد من مخاطر الاتجار بالبشر ؛ تأهيل حقوق ضحايا الاتجار بالبشر وإعادة التأهيل الاجتماعي.تستند مكافحة الاتجار بالبشر في جمهورية أذربيجان إلى المبادئ التالية: منع الاتجار بالبشر من التعرض للتمييز في المجتمع؛ ضمان سلامة ضحايا الاتجار بالبشر ومعاملتهم المجاملة؛ مشاركة المنظمات غير الحكومية في مكافحة الاتجار بالبشر؛ تطوير التعاون الدولي في مكافحة الاتجار بالبشر.يجب أن تقدم الهيئات العائلية والمحلية ذاتية الحكم والمسؤولون والأفراد والكيانات القانونية المساعدة إلى الوكالات الحكومية التي تكافح الاتجار بالبشر.

### خطة العمل الوطنية لمكافحة الاتجار بالبشر
تهدف خطة العمل الوطنية لمكافحة الاتجار بالبشر في جمهورية أذربيجان (المشار إليها فيما بعد بخطة العمل الوطنية)، التي أقرتها السلطة التنفيذية المختصة في جمهورية أذربيجان ، إلى توفير نظام فعال لتنسيق الاتجار بالبشر.وتنطوي خطة العمل الوطنية على الأهداف الرئيسية لمكافحة الاتجار بالبشر ، ومشاركة مختلف الهيئات (السلطات التنفيذية ، والمنظمات غير الحكومية ، والشركاء الدوليين والهيئات الأخرى) في تنفيذها وتنسيق أنشطتها من قبل المنسق الوطني ، والتدابير الأخرى في مجال الاتجار بالبشر.ويستند تنفيذ مسؤوليات المشاركين في خطة العمل الوطنية لتحسين فعالية خطة العمل الوطنية ، بما في ذلك ضمان سلامة الأشخاص وحماية المعلومات ، إلى مبدأ «الحصول على المعلومات الضرورية فقط».يضمن تنفيذ هذا المبدأ أن المشاركين يشاركون في تنفيذ خطة العمل الوطنية فقط في حدود اختصاصهم ويوفرون حماية فعالة ضد فساد المشاركين في خطة العمل الوطنية وقدرة الأشخاص الذين يرتكبون جرائم متعلقة بالاتجار بالبشر على التأثير على حضورهم.